# Jacob Dalton
Jacob Dalton (Reno, Nevada, 19 de agosto de 1991) es un gimnasta estadounidense.

## Biografía
Jacob Dalton nació el 19 de agosto de 1991 en Reno, Nevada. Es hijo de Tim Dalton y Denise Dalton. Tiene una hermana llamada Jess, quien también es gimnasta.

## Trayectoria
Asistió a la Spanish Springs High School, mientras entrenaba en el Gym Nevada con el entrenador Andrew Pileggi. Después de graduarse, obtuvo una beca para estudiar y competir por la Universidad de Oklahoma en 2009, donde obtuvo los honores All-America, ganando también los títulos en piso y caballo en la National Collegiate Athletic Association en 2011. Obtuvo el campeonato U.S. National Vault  en 2009 y 2011, así como el Floor Champion en 2011 y ganó medalla de oro en la ronda individual en el Winter Cup Challenge de 2011.
Fue miembro del equipo estadounidense que ganó la medalla de bronce en el World Artistic Gymnastics Championships, llevadas a cabo en Tokio, Japón, en 2011.
En 2012, participó en los Juegos Olímpicos de Londres 2012, representando a Estados Unidos. Quedó en quinto lugar tras haber obtenido un total de 15.333 puntos por su ejecución en la prueba de piso.